# CCID
Das Protokoll CCID, für englisch Chip Card Interface Device, ist ein Kommunikationsprotokoll für die Anbindung von Chipkartenleser über den Universal Serial Bus (USB) an ein Computersystem. Die Spezifikation wird vom USB Implementers Forum herausgegeben und erlaubt eine einheitliche Schnittstelle zwischen unterschiedlichen Herstellern von Chipkartensystemen und Herstellern von Software zur Kommunikation mit Chipkarten wie beispielsweise SIM-Karten. Neben Chipkartenlesegeräten werden von dem Standard auch die Kommunikation via USB-Schnittstelle mit CCID-konformen Security-Token unterstützt.
Die CCID-Nachrichten werden in Datenblöcken übertragen. Jeder Datenblock, welcher vom Computersystem initiiert wird, umfasst zumindest einen 10 Byte langen Datenkopf, welcher unter anderem ein Kommando an das Chipkartenlesegerät beinhaltet, gefolgt von optionalen und individuellen Datenfeldern. In der Grundform sind 14 Basiskommandos in CCID festgelegt, mit welchen unter anderem Statusinformationen abgefragt und Steuerkommandos an die Chipkarte übertragen werden können. Auf Rechnersystemen wie Linux stehen freie CCID-Implementierungen zur Verfügung und werden in vielen Distributionen wie Debian mit angeboten. Unter Microsoft Windows wird CCID seit Windows 2000 unterstützt.
Anbieter von CCID-konformen Chipkartenlesegeräten sind unter anderem die Firmen Giesecke+Devrient, Gemalto (Safenet) und Verisign.